# Festival Barcelona VisualSound
El Festival Barcelona VisualSound és un espai d'exhibició i una plataforma de promoció per joves artistes de l'àmbit audiovisual. La primera edició del festival va ser al 2003, concretament del 9 al 20 de desembre.
El festival té una duració d'una setmana i consta d'una programació de diferents projeccions cinematogràfiques i d'una competició. El Barcelona VisualSound ofereix possibilitats als joves, per la seva presència en diferents barris de la ciutat, per la diversitat de formats i disiplines audiovisuals, i per donar lloc a públics i persones creatives amb diferents sensibilitats.
La secció de competició dona 8.200 € en premis de 5 categories diferents i 3 concursos diferents, així que cada categoria i concurs té un premi jurat de 700 € i un premi públic de 250 €. També s'atorga un Premi especial MAX 20 per a la millor obra realitzada per un menor de 21 anys per valor de 700 €.
Està organitzat per l'Ajuntament de Barcelona a través de la Regidoria d'Adolescència i Joventut i 7 districtes de la ciutat: Ciutat Vella, SantsMontjuïc, Les Corts, Sarrià-Sant Gervasi, Gràcia, Horta-Guinardó i Sant Andreu.